# Nora Gregor
Pour les articles homonymes, voir Gregor.
Nora Gregor est une actrice et chanteuse d'origine autrichienne, née Eleonora Hermina Gregor le 3 février 1901 à Goritz (Autriche-Hongrie devenue Gorizia en Italie), morte le 20 janvier 1949 , à Viña del Mar, dans la région de Valparaíso, au Chili, dans des circonstances mal identifiées.

## Biographie
Née dans une famille juive, Nora Gregor débute en 1918 dans des opérettes à Graz et au Raimundtheater de Vienne, puis au théâtre à Berlin avec le metteur en scène Max Reinhardt au Reinhardt-Bühnen (de) et au Volksbühne Elle devient l'une des reines de la scène autrichienne. Parallèlement, elle entame une carrière cinématographique en jouant dans le film muet Gefesselt de Peter Paul Felner 1920). D'autres suivent, avec notamment le rôle de la princesse Zamikoff dans Michaël du réalisateur danois Carl Theodor Dreyer.
Elle tourne son premier rôle parlant en 1930, dans le film Olympia de Jacques Feyder avec Theo Shall. Elle rejoint ensuite Hollywood où elle tourne notamment But the Flesh Is Weak (1932) de Jack Conway avec Robert Montgomery. En Californie, elle continue à jouer au théâtre dans plusieurs pièces où elle partage souvent l'affiche avec Douglas Fairbanks Jr. Elle joue également dans de nombreuses versions allemandes de grandes productions américaines comme Mordprozeß Mary Dugan (1930 au cinéma) d'Arthur Robison et Wir schalten um auf Hollywood (1931) de Frank Reicher avec Buster Keaton.
Sa carrière au théâtre de langue allemande continue également au Burgtheater de Vienne où elle enchaîne les succès dans deux pièces de William Shakespeare : Othello où elle joue Desdémone, et Roméo et Juliette où elle est Juliette.
En 1937, après avoir divorcé du pianiste Mitja Nikisch (en) en 1934, elle épouse le prince Ernst Rüdiger Starhemberg, vice-chancelier d'Autriche. L'Anschluss, l'annexion de l'Autriche par l'Allemagne nazie, contraint le couple à l'exil en France, ce qui donne l'occasion à Nora de jouer le rôle de Christine de la Chesnaye dans La Règle du jeu de Jean Renoir en 1939. À la déclaration de guerre entre la France et l'Allemagne, Nora et son mari fuient au Chili où en 1945, elle tourne dans Le Moulin des Andes, film réalisé par Jacques Rémy également exilé. Ce sera son dernier film. Dans l'attente de pouvoir rejoindre sa patrie, elle décide d'aller vivre avec son fils Heinrich, né en 1934 (qui sera producteur et acteur), à Viña del Mar. Elle meurt à Viña del Mar en 1949, peut-être un suicide, selon les journaux viennois de l'époque ; cependant, son biographe, Hans Kitzmüller, considère malgré tout cette hypothèse d'un suicide comme peu probable, les circonstances de sa mort ne permettant pas de la justifier.

## Filmographie
- 1920 : Gefesselt de Peter Paul Felner
- 1920 : Wie Satan starb de Heinz Hanus et Otto Rippert
- 1921 : Das grinsende Gesicht de Julius Herska : Comtesse Josiane
- 1921 : Die Schauspielerin des Kaisers de Hans Otto
- 1922 : Die Tochter des Brigadiers de Friedrich Porges
- 1922 : Die trennende Brücke de Julius Herska
- 1922 : Die Venus de Hans Homma
- 1923 : Die kleine Sünde de Julius Herzka
- 1923 : Irrlichter der Tiefe de Fritz Freisler
- 1924 : Michaël de Carl Theodor Dreyer : Princesse Lucia Zamikoff
- 1924 : Moderne Laster de Leopold Niernberger
- 1925 : Das Mädchen mit der Protektion de Max Mack : Orina Norowna
- 1925 : Der Mann, der sich verkauft de Hans Steinhoff : Daisy Bracca
- 1926 : Le Violoniste de Florence (Der Geiger von Florenz) de Paul Czinner : Renées Stiefmutter
- 1927 : Eheskandal im Hause Fromont jun. und Risler sen. de A. W. Sandberg : Claire
- 1930 : Olympia de Jacques Feyder : Olympia
- 1931 : Mordprozeß Mary Dugan de Arthur Robison : Mary Dugan
- 1931 : … und das ist die Hauptsache!? de Joe May : Renée Roettlinck
- 1931 : Wir schalten um auf Hollywood (version allemande de The March of Time) de Frank Reicher
- 1932 : Mais la chair est faible (But the Flesh Is Weak) de Frank Reicher : Mrs. Rosine Brown
- 1933 : Abenteuer am Lido de Richard Oswald : Evelyn Norman
- 1933 : Ce que femme rêve (Was Frauen träumen) de Géza von Bolváry : Rina Korff
- 1939 : La Règle du jeu de Jean Renoir : Christine de la Chesnaye
- 1945 : Le Moulin des Andes de Jacques Rémy : la mère